# Ki-en (1734-1807)
Ne doit pas être confondu avec Ki-en.
Ki-en (淇園, 1734-1807 ; de son vrai nom Minagawa Gen, surnoms Hakukyō et Bunzō, noms de pinceau Ki-en, Yũhisai, Kyōsai, Donkai) est un peintre japonais des XVIIIe – XIXe siècles, né en 1734, mort en 1807.

## Biographie
Élève de Gyokusen (1692-1755) puis de 'Kyo (1733-1795), Ki-en est un lettré confucéen, spécialiste de paysages, de fleurs, d'orchidées et de bambous.